# Chapdes-Beaufort

Chapdes-Beaufort este o comună în departamentul Puy-de-Dôme, Franța. În 1 ianuarie 2022 avea o populație de 1.139 de locuitori.